# ГЕС Триніті
ГЕС Триніті — гідроелектростанція у штаті Каліфорнія (Сполучені Штати Америки). Розташована перед ГЕС Judge Francis Carr станція становить верхній ступінь дериваційного гідровузла, що живиться ресурсом із річки Триніті (дренує західний схил гір Кламат та впадає ліворуч до річки Кламат, яка завершується на узбережжі Тихого океану за пів сотні кілометрів на південь від кордону зі штатом Орегон).
У межах проєкту річку перекрили земляною греблею висотою 164 метри та довжиною 747 метрів. Вона утримує велике водосховище з площею поверхні 71,7 км2 та об'ємом 3019 млн м3 («мертвий» об'єм 490 млн м3), в якому припустиме коливання рівня між позначками 608 та 722 метри НРМ.
Пригреблевий машинний зал обладнали двома турбінами типу Френсіс, які первісно мали загальну потужність 100 МВт (в 1980-х цей показник довели до 140 МВт). Гідроагрегати використовують напір у 130 метрів та забезпечують виробіток 384 млн кВт·год електроенергії на рік.